# Enrique Swinburn
Enrique Swinburn Kirk (Santiago de Chile, 2 de octubre de 1859-Santiago de Chile, 22 de octubre de 1929) fue un pintor, dibujante y cronista chileno.

## Familia

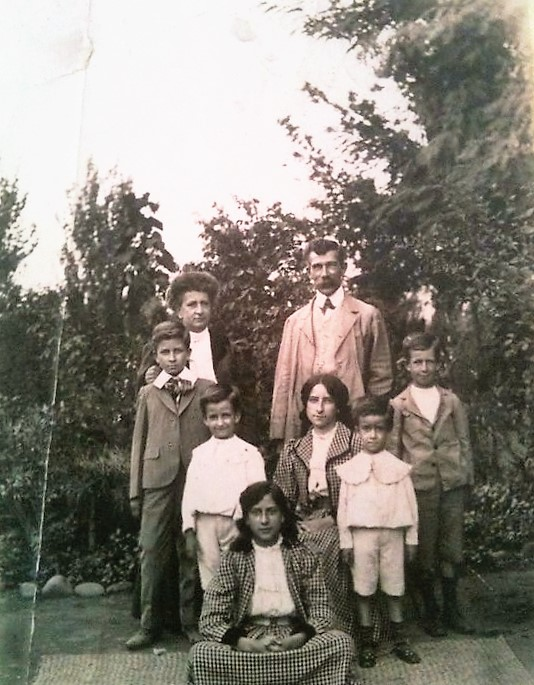
Enrique Swinburn y familia

Hijo de Carlos Swinburn Perry (1819-1898) y de Doretea Kirk Echazarreta. Contrajo matrimonio con Clemencia Izquierdo Sanfuentes y tuvieron seis hijos, que fueron; Eduardo, Dorotea, Teresa, Enrique casado con Mariana Cox Lira, Vicente casado con Albina Vidal Vergara y Carlos casado con Paulina Pereira Valdés.

## Estudios
Los estudios sobre arte, los inicio con Foncena, artista inglés que estuvo de paso en Chile. Posteriormente ingresó a la Academia de Bellas Artes. Los profesores de mayor influencia en su arte fueron el florentino Juan Mochi (1831-1892)  y Onofre Jarpa Labra (1849-1940). También tuvo contactos con los profesores Pedro Lira Rencoret (1845-1912) y el inglés Thomas Jacques Somerscales (1842-1927).

## Actividades particulares
Fue secretario privado durante varios años de Benjamín Vicuña Mackenna, y en 1880 cooperó con entusiasmo en la primera exposición de 140 obras en los altos del Congreso Nacional, en su mayoría adquiridas por el coronel Marcos Segundo Maturana, que las donó para el naciente Museo de Bellas Artes de Chile. Este museo fue inaugurado el 18 de septiembre de 1880 y funcionó hasta 1887.
Destacó también como escritor y cronista de sus viajes pictóricos. Publicaba habitualmente en los periódicos Los Tiempos, El Ferrocarril y el diario La Tribuna.
También dedicó grandes esfuerzos al estudio a las artes plásticas haciendo varios ensayos y publicaciones a este respecto.
Entre los discípulos de Enrique Swinburn se encuentran Manuel Aspillaga, Rafael Valdés, Félix Solar y Enrique Donoso Urmeneta.

## Su arte

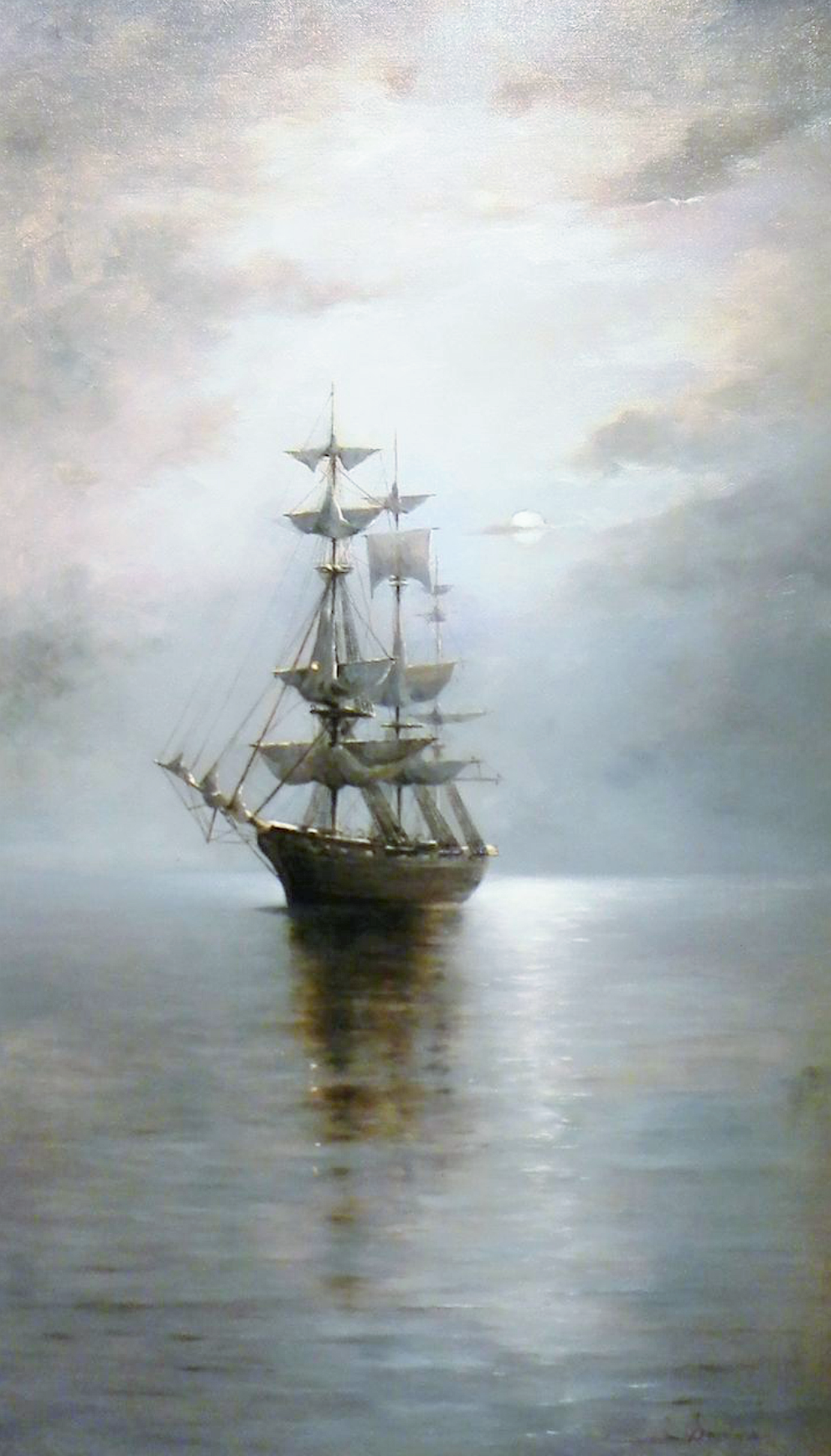
Óleo sobre tela, Velero

Es considerado un destacado exponente del romanticismo chileno. Sus pinturas en óleos y acuarelas se basaban principalmente en marinas, paisajes cordilleranos y costeros de la zona central de Chile. Hacia largas expediciones en búsqueda de locaciones de esta zona, siendo su especial predilección los valles de la zona de Longaví.
Utilizó una técnica realista, hizo hincapié en captar el sentimiento poético de las estaciones, los cambios horarios y atmosféricos.
Para el Museo Nacional de Bellas Artes fueron comprados dos cuadros de su autoría, por decreto supremo del 20 de mayo de 1889.

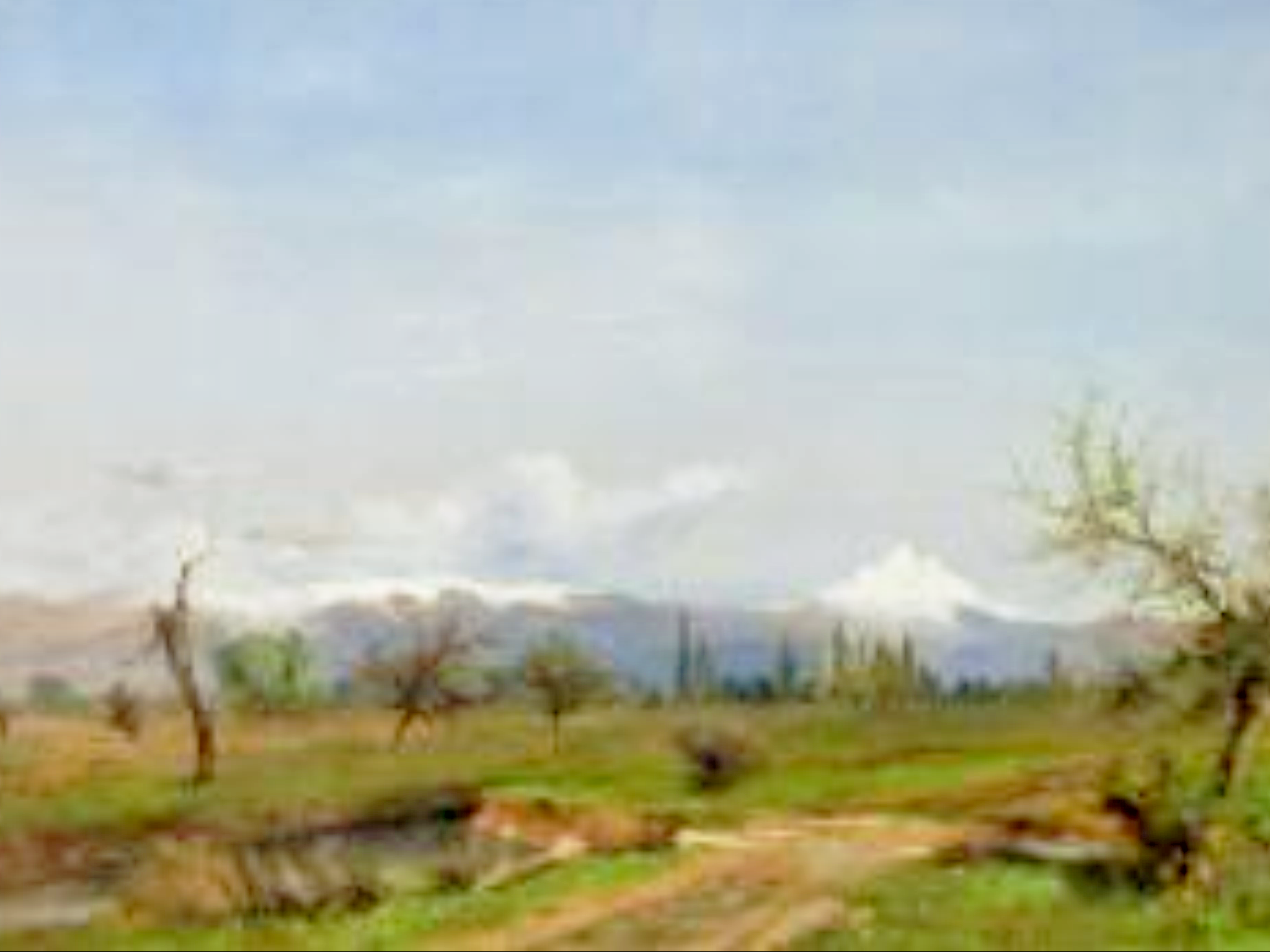
Óleo sobre tela
Nevado de Longaví

El boletín oficial de la exposición universal de París, publicó un extenso artículo alabando sus envíos, firmado por Paul Dennis.
Este artista que se especializó en el género del paisaje y marinas, jamás salió del país. Se formó en el ambiente de una atmósfera propia del romanticismo del siglo XIX. Sus obras marcan un periodo de nuestra pintura y en é

l encontramos al artista romántico de esos primeros tiempos de nuestras artes como lo fueron Antonio Smith y Saal.
Enrique Swinburn logra muy bien el dibujo, consigue la armonía cromática y llegando a la calidad pictórica, sin perder la inventiva plástica: horizonte bajo, grandes espacios de cielo,  distancia hacia el objetivo considerando como principal, y en general, serenidad y silencia para enfrentar el escenario natural.

## Legado
Se ubica dentro de los paisajistas chilenos, el que mejor representa el romanticismo nacional. En la historias de las bellas artes, su nombre, su vida y sus obras ocuparán un capítulo importante, que señalarán un momento en la evolución artística, junto a los nombres de los maestros Lira, Valenzuela Puelma , Jarpa y otros. 

## Premios y reconocimientos

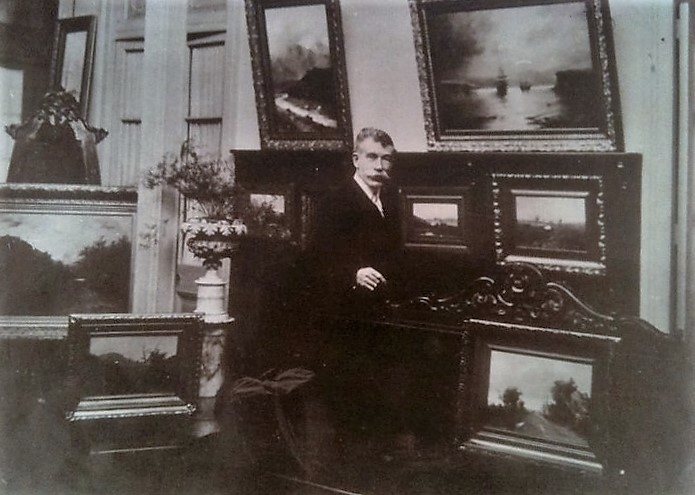
Enrique Swinburn en su Taller en 1910

- 1882 Primer Premio Exposición de Buenos Aires, Argentina.
- 1884 Primera Medalla Exposición Continental, Buenos Aires, Argentina.
- 1884 Tercera Medalla, Buffalo, Estados Unidos.
- 1887 Segunda Medalla, Salón Oficial, Santiago, Chile.
- 1888 Medalla de Primera Clase, Salón Oficial, Santiago, Chile.
- 1889 Premio de Paisaje Certamen Edwards, Salón Oficial, Santiago, Chile.
- 1889 Mención Honrosa, Exposición Universal de París, Francia.

## Obras en colecciones públicas

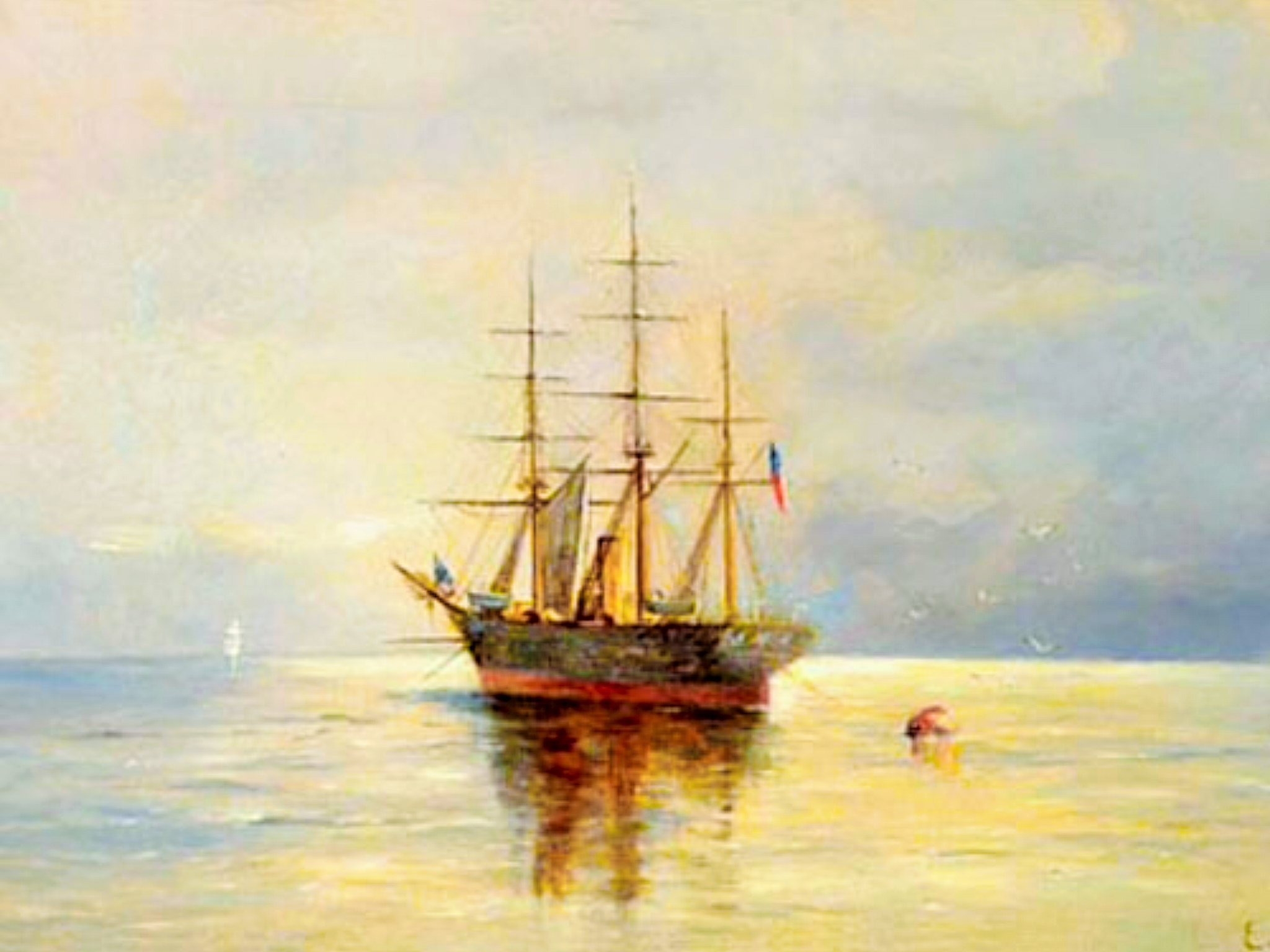
Óleo sobre tela
Marina

- Museo Nacional de Bellas Artes, Santiago de Chile.
- Paisaje, óleo sobre tela y cartón, 33 x 21 cm.
- Playa de Penco, 1886, óleo sobre tela, 55 x 75 cm.
- Amanecer, 1920, óleo sobre tela y cartón, 64 x 50 cm.
- Pirámide del Antiguo Tajamar, 1890, óleo sobre cartón, 28 x 25 cm.
- Marina, óleo sobre tela, 25 x 40 cm.
- Museo Histórico Nacional, Santiago de Chile• Rocas, Acuarela sobre papel.
- Museo Nacional Benjamín Vicuña Mackenna, Santiago de Chile• Parque del chalet de Vicuña Mackenna en Viña del Mar, Oleografía, 23,5 x 31 cm.
- Museo Municipal, Palacio Baburizza, Valparaíso, Chile* Antiguo Muelle Prat de Valparaíso, 1895, óleo sobre tela, 45 x 69 cm (Colección Baburizza)
- Museo O´Higginiano y de Bellas artes de Talca, Chile.* Fuerte de Penco, 30 x 43,50 cm.
- Club de la unión, Santiago de ChileEmbaja de Brasil en Santiago de Chile*Paisaje del Sur, óleo sobre tela, 42 x 28 cm.
- Finansur, Galería de la Institución, Santiago de ChilePinacoteca del Banco Central de Chile.
- Afueras de Chillán, óleo sobre tela, 90 x 160 cm.
- Captura de la Covadonga por la Esmeralda, óleo sobre tela, 70 x 112,5 x cm.
- Nocturno, óleo sobre tela, 92,5 x 68 cm.
- Paisaje nevado, 1901, óleo sobre tela, 90,5 x 162,5 cm.
- Marina, 1889, óleo sobre cartón, 30,5 x 23,5 cm.
- Paisaje con vacas y garzas, 1884/89, óleo sobre tela, 127 x 153 cm.

## Exposiciones

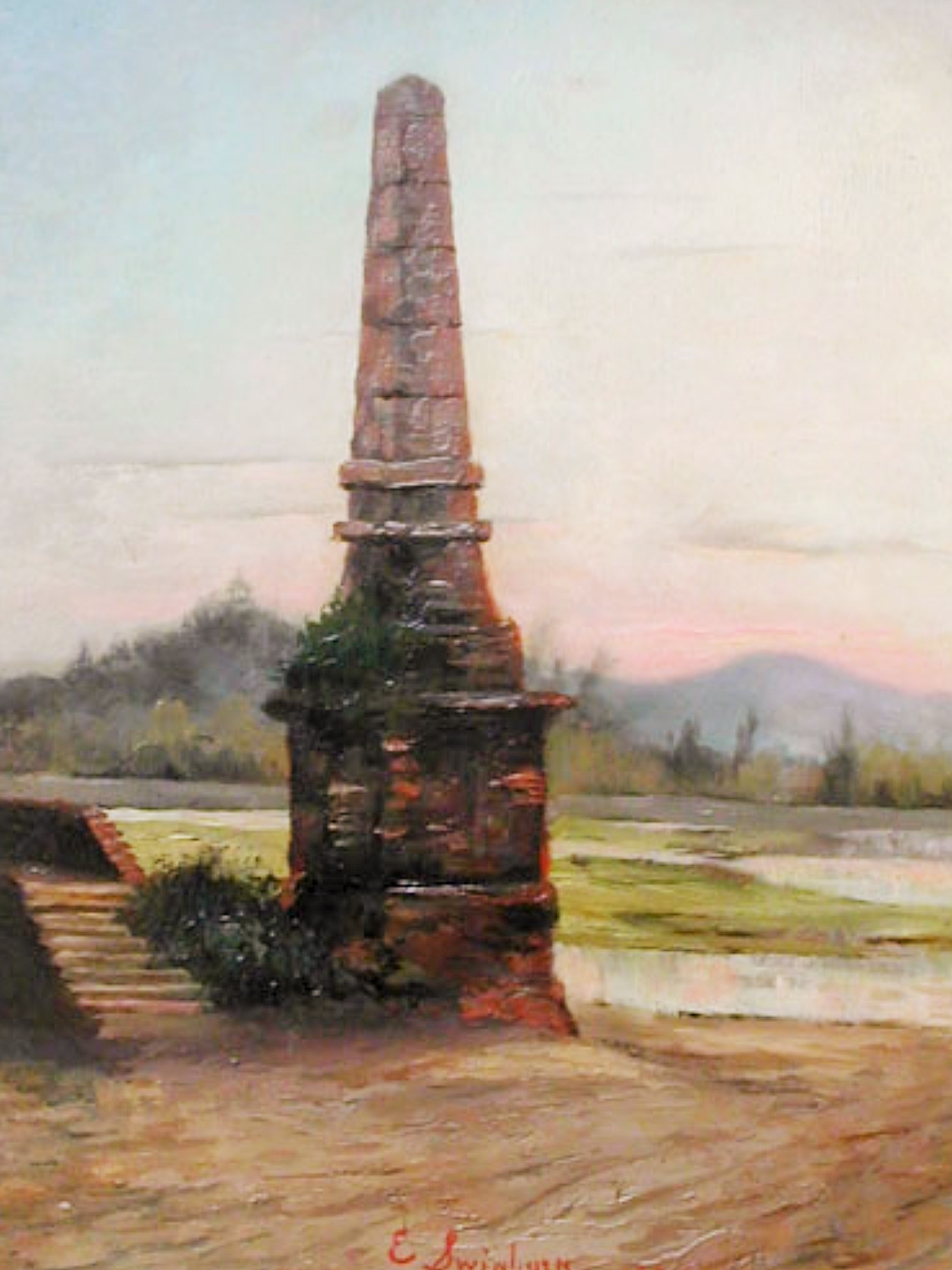
Óleo sobre tela
Pirámide del antiguo Tajamar

Enrique Swinburn realizó tanto exposiciones individuales como colectivas  

### Exposiciones individuales
- 1923 Portal Cruz, Concepción, Chile.
- 1996 Centro Cultural El Austral de Valdivia, Chile. Curatoría de Jorge Swinburn Pereira.
- 1996 Retrospectiva de Enrique Swinburn. Instituto Cultural de Providencia, Santiago. Curatoría de Jorge Swinburn Pereira.
- 2019-2020 Retrospectiva de Enrique Swinburn. Mi culto a la naturaleza. Centro Cultural El Tranque, Corporación Cultural de Lo Barnechea, Santiago. Curatoría de Pedro Maino Swinburn.

### Exposiciones colectivas
- 1974 Pintores del Mar. Sala de Exposiciones del Ministerio de Educación, Santiago, Chile.
- 1981 Rescate de Pintura Chilena, Instituto Cultural de Providencia, Santiago, Chile.
- 1982 El Árbol en la Pintura Chilena, Museo Nacional de Bellas Artes, Santiago, Chile.
- 1884 Exposición Continental, Buenos Aires, Argentina.
- 1884 Exposición, Buffalo, Estados Unidos.
- 1987 Mar de Chile, Mar de Gloria, Biblioteca Nacional, Santiago, Chile.
- 1888 Salón Oficial, Santiago, Chile.
- 1889 Salón Oficial, Santiago, Chile.
- 1889 Exposition Universelle du Chili, París, Francia.
- 1927 Exposición Salón Oficial, Santiago, Chile.
- 1930 Exposición del Cincuentenario, Museo Nacional de Bellas Artes, Santiago, Chile.
- 1931 Enrique y Carlos Swinburn, Sala Rivas y Calvo, Santiago, Chile.
- 1972 Algunos Pintores Olvidados, Instituto Cultural de Las Condes, Santiago, Chile.
- 1980 El Arte y la Banca, Museo Nacional de Bellas Artes, Santiago, Chile.
- 1982 El Árbol en la Pintura Chilena, Museo Nacional de Bellas Artes, Santiago, Chile.
- 1982 Recorriendo el Pasado de la Pintura Chilena, Instituto Cultural de Las Condes, Santiago, Chile.
- 1983 Exposición de Pintura Chilena de la Colección del Museo Nacional de Bellas Artes, Santiago, Chile.
- 1984 La Pintura al Agua en Chile, Instituto Cultural de Providencia, Santiago, Chile.
- 1985 Sobre Valparaíso, Instituto Cultural de Las Condes, Santiago, Chile.
- 1986 Paisaje y Nostalgia, Instituto Cultural de Providencia, Santiago, Chile.
- 1987 Panorama de la Pintura Chilena, Instituto Cultural de Las Condes, Santiago, Chile.
- 1988 Tres Siglos de Dibujo en Chile, Colección Germán Vergara Donoso del Museo Histórico Nacional, Instituto Cultural de Las Condes, Santiago, Chile.
- 1996 Paisaje y Nostalgia: Enrique Swinburn, Enrique Lynch y Joaquín Fabres. Instituto Cultural de Providencia, Santiago, Chile.
- 1997 La Ciudad de Santiago, Museo Casa Colorada, Santiago, Chile.
- 1997 Providencia en la Pintura Chilena, Instituto Cultural de Providencia, Santiago, Chile.
- 2000 Chile Cien Años Artes Visuales: Primer Período (1900-1950) Modelo y Representación, Museo Nacional de Bellas Artes, Santiago, Chile.
- 2002 Desde Rugendas a Nuestro Tiempo, Valparaíso en la Pintura, Museo Lord Cochrane de Valparaíso, Chile.
- 2007 Los Tesoros del Baburizza, Centro Cultural de Viña del Mar, Viña del Mar, Chile.
- 2007 Borde Mar-Alta Mar, Banco Central, Santiago, Chile.
- 2008 Colección Banco Central de Chile, Palacio Carrasco, Viña del Mar, Chi
- 2019 Exposición en centro cultural el Tranque, Lo Barnechea, Chile.